# 塞萬提斯圖書館
塞萬提斯圖書館（西班牙語：Biblioteca Cervantina），是位於墨西哥新萊昂州蒙特雷的蒙特雷科技大學校園內的一座公共圖書館。該館收藏了很多十六至十九世紀的文物，擁有現時最完整之一的古書、手稿，史前手工藝品和珍貴的照片。當中，更有一系列攝於十九至二十世紀，關於墨西哥及蒙特雷歷史的相片。

## 伊格納西奧·伯納爾圖書館
該館位於校園（北）地下，下列為其收藏品：
1. Ignacio Bernal 的收藏
2. 玻璃板底片收藏
3. Michel Antochiw 的收藏

## 照片庫
它由九個圖片檔案室組成，貯存了大量十九至二十世紀的照片，是其中一個本校最珍而重之的部門。其收藏品為我們重現當時墨西哥的自然地貌、當地建築之美和當地人的生活方式。以下是照片庫的收藏系列：
1. Agustín Basave的收藏
2. Conde-Zambrano 的收藏
3. Jesús R. Sandoval的收藏
4. Isauro Villarreal García的收藏
5. Aureliano Tapia 的收藏
6. Desiderio Lagrange 的收藏
7. Alverto Flores Varela的收藏
8. 蒙特雷科技大學總部校園的照片收藏
9. Mario Pani 的收藏

## 地圖庫
這裡收藏了約一千一百幅屬1570至1989年時期的地圖，當中有不同形式及主題，對研究相關方面的學者提供十分重要的資料。

## 主要收藏

### Carlos Prieto的收藏
這系列的收藏是由一共544套，包括268個版本，過千册的經典西班牙小說：＜堂吉訶德＞（The Ingenious Gentleman Don Quixote of la Mancha） (Spanish: El Ingenious Hidalgo Don Quijote de la Mancha).組成。當中除了西班牙文版本，更有超過六十個譯本 ，例如英文、日文、希伯來文，拉丁文等。還有一些舊的墨西哥式版本、1607年在布鲁塞爾和1610年在米蘭 的譯本都跟塞萬提斯其他的作品一同放在圖書館內收藏。 

### Conde 和 Zambrano的收藏
在照片庫中，能找到這套收藏有超過5000件文檔，過百張殖民 時期照片 和3500張關於墨西哥歷史和十九世紀人物的圖片。

### Salvador Ugarte的收藏
在1955年Salvador Ugarte把他的收藏帶到蒙特雷科技大學，這被認為是關於墨西哥本土文化中，全世界最豐富之一的收藏。本館其中幾個最著名的是十六世紀照片收藏，它有六十二項權益。另外來自意大利航海家 Christopher Columbus寫的第二封信(1494)，以及墨西哥最長歷史的報刊＂Gaceta de Mexico＂(1722-1822)的完整收藏。

### Hermanos Guajardo 的收藏
這系列收藏了超過五百本外國作家寫他們在殖民 時期到墨西哥旅遊的記錄，並收存在塞萬提斯圖書館內。

### 前西班牙陶器收藏
這包括超過13,000件屬於前西班牙時期不同文明的陶器，例如墨西加、瑪雅、奧爾梅克、托纳克、瓦斯蒂克 。

### 征服時期的文物收藏
當中有多件當時日常的鐵器文物，例如印章、劍、剪刀、刀具等。

### Pedro Robredo的收藏
由西班牙目錄學家 Pedro Robredo捐出超過6,000件包括不同歷史主題的珍貴文物，有手稿及其他罕見版本的書目。這套收藏更集中其他方面的歷史，例如墨西哥文獻目錄、教堂、記載對瓜达鲁普聖母的崇拜等。還有超過100份從未印刷的手稿，例如Lafora日記、Pedro José Márquez´的建築草圖、十九世紀平版印刷品的鋼要、各式各樣罕見的小册子 、國家檔案館及國家博物館年鑒公告的完整收藏。

### Conway的收藏
由不同主題的版畫和手稿組成，例如歷史、地理、人類學等，並有英文與西班牙文兩種版本。另外還有美国民族学局完整的度報告。

### Agustin Basave的照片和親筆手稿收藏
有超過750份親筆稿和大概1,200份文獻，關於二十世紀最重要的名人。

### 縮微菲林收藏
這系列菲林膠卷包含了所有在十九世紀六十年代的地區文獻紀錄，有教區、公民 和市政的檔案，分別來自Nuevo León 州、Candela州 、Coahuila 州 和Zacatecas 市的公文。

### 於十九世紀的私人信件收藏
塞萬提斯圖書館存放了其中三個在十八及二十世紀中，墨西哥北部最有影響力人物的書信，他們分別是Jesús Fernández、León Ortigosa 和Valentín Rivero。

### Méndaz Plancarte的收藏
這套收藏品包括大約8,500本各式主題的書籍。一大部分來自墨西哥，亦有出自希臘和拉丁作家的作品，包括西班牙文學 。另有部分出色的作品，例如是出自墨西哥哲學家、對瓜达鲁普 聖母 的記載、各式各樣的參考書目和文化雜誌。另外，很值得留意的布幾幅來自十六世紀的照片和一些Amado Nervo 和Concha Urquiza的親筆詩作。

### Ignacio Bernal的收藏
這套世界上關於墨西哥當地語言最重要之一的收藏，由一系列的考古論文和歐洲人第一次實地探索墨西哥的筆記組成。當中有的是1601年前的，描述 殖民 時期生活的書籍及手稿。

### 玻璃板底片收藏
這套收藏之所以珍貴乃在於它保留了一輯於十九世紀末拍攝，捕捉到蒙特雷市美景的照片。

### Michel Antochiw的收藏
多得Antochiw的捐助，令我們現在能看到很多墨西哥殖民地時期和猶加敦半島 的歷史，還有關於中美洲語言和墨西哥地圖學的資料。這套收藏大概有9,300本書籍及14,000卷手稿、小册子、地圖和平版印刷。

### Conde-Zambrano 的照片收藏
這系列的收藏有接近3,500幅相片，包含十七至十九世紀不同地方的歷史人物，帝俄時期、法國宮廷。墨西哥的例如有，皇帝马西米连诺一世 及皇后夏洛特、政治家 Porfirio Díaz和Benito Juárez、還有很多重要的教士和社會人物。

### Jesús R. Sandoval 的照片收藏
超過4,000張照片和8,000張底片，反映在1896至1940年蒙特雷市的社會生活模式，被收錄於Jesús R. Sandoval 的照片收藏內。

### Isauro Villarreal García的照片收藏
這組照片有過千張記錄了1920至1960年，墨西哥新萊昂州的自然和城市景觀。

### Aureliano Tapia的照片收藏
這收藏過千張從十九世紀二十年代至今的相片，主要關於宗教和天主教生活方式。

### Desiderio Lagrange的照片收藏
這組照片有過千張記錄了1920至1960年，新萊昂州的自然和城市景觀。

### Alberto Flores Varela的照片收藏
這套始於二十世紀初的收藏，主要是天主教教堂等充滿宗教特式的明信片。

### 蒙特雷大學總部的照片收藏
由幾位藝術家給予二千多張照片的貢獻，為我們重現蒙特雷大學的成立歷史。

### Mario Pani的照片收藏
屬於偉大建築師Mario Pani的遺物，這套珍貴的照片收藏，見證了他曾經承 接過的工程的多樣性，例如，房屋、商業大樓、醫院、辦公室、機場，還有一些設計藍圖。

## 外部連結
- https://web.archive.org/web/20090424110507/http://www.patrimoniocultural.com.mx/
- http://www.fototec.com.mx/ （页面存档备份，存于）
- https://web.archive.org/web/20160304205716/http://www.patrimoniocultural.com.mx/hierros/index.php
- http://genealogia.itesm.mx （页面存档备份，存于）
- http://cervantina,ruv.itesm.mx/%5B%5D